# 竜江駅 (南京市)
竜江駅（りょうこうえき）は、中華人民共和国江蘇省南京市鼓楼区草場門大街と江東北路の交差点にある、南京地下鉄4号線の駅である。2023年には9号線が乗り入れ、両路線の接続駅となる予定。

## 歴史
- 2017年1月18日4号線の駅として開業。

## 駅構造

### のりば
| 番線 | 路線            | 方面                              | 行先          |
| ---- | --------------- | --------------------------------- | ------------- |
|      | 南京地下鉄4号線 | 浦珠路・珍珠泉 方面               | 余家営 行き   |
|      | 南京地下鉄4号線 | 東流・仙林湖方面                  | 華僑城東 行き |
|      | 南京地下鉄9号線 | 三汊河・白雲亭・下関・南京駅 方面 | 紅山新城 行き |
|      | 南京地下鉄9号線 | 管子橋・江東門・魚嘴・板橋 方面   | 劉村 行き     |

## 隣の駅
南京地下鉄
■4号線
江北市民中心駅 - 竜江駅 - 雲南路駅
■9号線
三汊河駅 - 竜江駅 - 管子橋駅